# 梁美沙
梁 美沙（やん みさ、1987年3月16日 - ）は、大阪生まれのヴァイオリン奏者。
3歳からヴァイオリンを始めた。1993年、相愛音楽教室に入室。2001年7月13日にモスクワで開催された国際オリンピック委員会（IOC）第112回総会における2008年夏季オリンピックの開催地選考では、立候補していた大阪市のプレゼンターとして出席した 。
2002年、相愛高等学校に進み、高瀬真理、青砥華、小栗まち絵、工藤千博に師事した。2005年、同校を卒業後、パリ国立音楽院に安田記念奨学生として留学し、ジャン＝ジャック・カントロフ、オリヴィエ・シャルリエに師事。また、室内楽をジェン・マクマナマに学ぶ。 

## コンクール歴
- 2000年 ユーディ・メニューイン国際コンクール・ジュニア部門で第1位。
- 2001年 第1回仙台国際音楽コンクールで第3位。